# 얼음

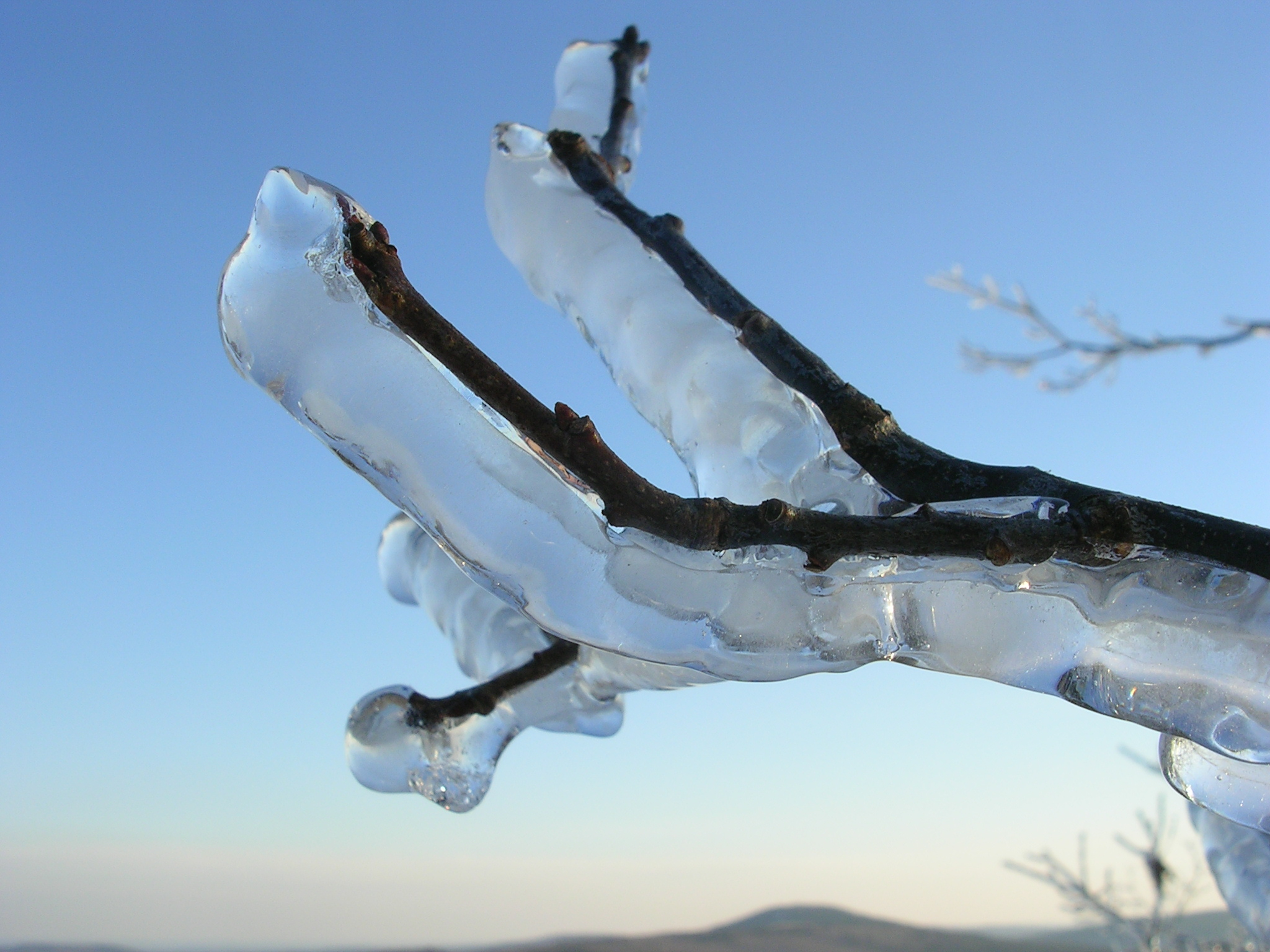
고드름이 엉긴 나뭇가지의 모습.

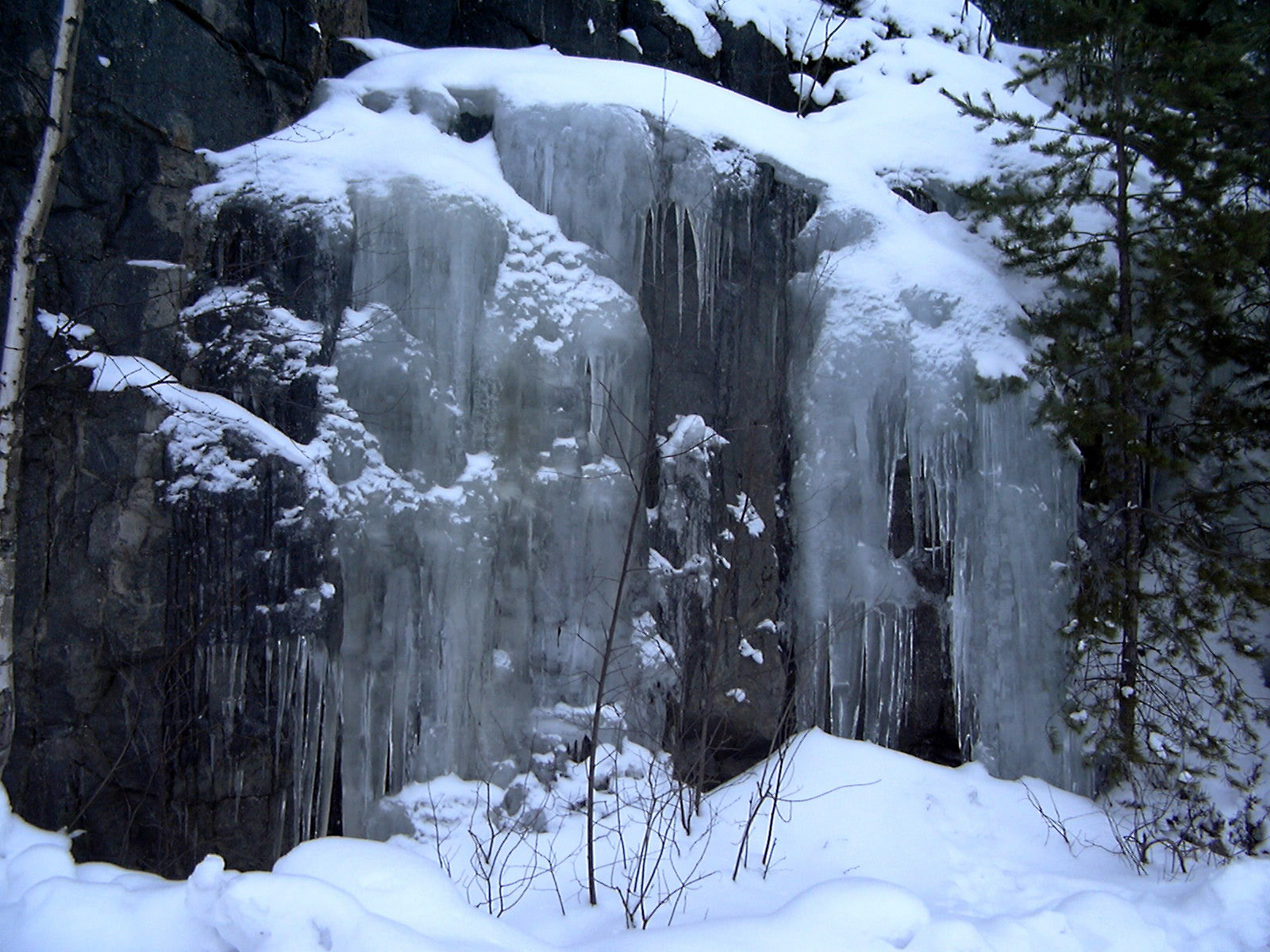
얼어붙은 폭포의 모습.

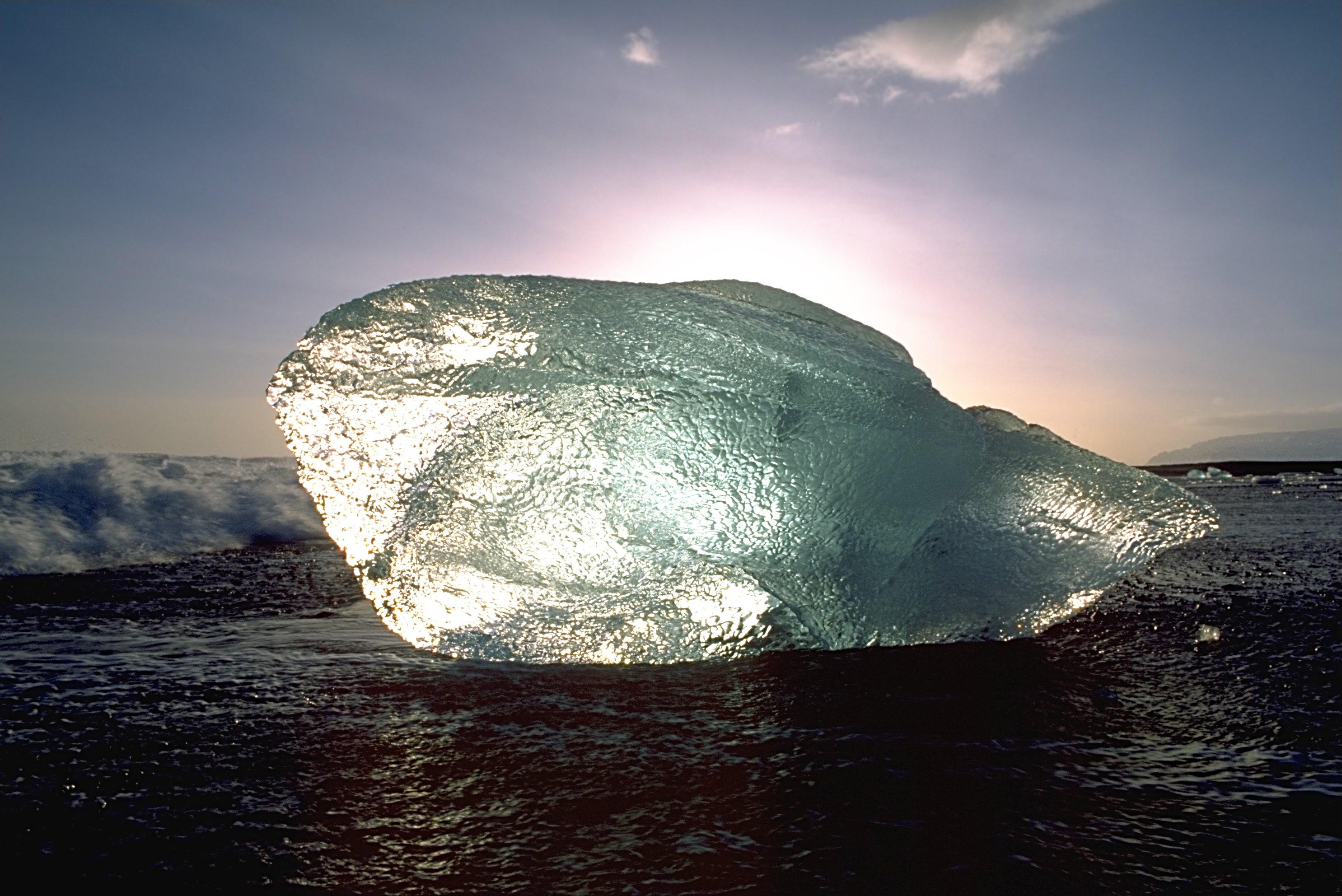
아이슬란드의 해변에 밀려온 한 얼음덩어리의 모습.

얼음(영어: Ice) 또는 수빙(水氷) 또는 얾은 물이 얼어 고체가 된 상태를 말한다. 눈에서 생긴 얼음은 설빙(雪氷)이라고 하며, 흔히 얼음이라 하면 지구상에서 압도적으로 많은 얼음 Ih를 가리키는데, 현재 알려진 바로는 약 17가지 종류의 서로 다른 상이 존재한다. 흔히 볼 수 있는 종류의 얼음은 투명하거나 공기 등의 불순물이 섞여 약간 푸르스름한 흰 빛을 띠며, 물은 1 기압 하에서 0 °C(273.15 K, 32 °F)에 얼어서 이 종류의 얼음이 된다. 하지만 수증기로부터 액체 상태를 거치지 않고 바로 얼음이 될 수도 있다.
1 기압에서 언 얼음의 특수한 성질은, 액체 상태인 물 보다 8%가량 밀도가 작다는 것이다. 즉, 물은 0 °C에서 0.9998 g/cm³정도의 밀도를 지니는 데 반해, 얼음은 동일한 온도에서 0.9167 g/cm³정도의 밀도를 지닌다. 이러한 특성을 지닌 물은 얼 때 부피가 늘어나는 이제까지 알려진 유일한 비금속이다. 물은 4 °C에서 1.00 g/cm³가량으로 가장 밀도가 크며, 온도가 0 °C로 내려감에 따라 육방형의 결정을 형성하기 시작하는 것. 이러한 이유는 물 분자 간에 수소 결합이 형성되기 때문이며, 따라서 물이 얼게 될 때 분자가 보다 비효율적으로 나열되게 되어 부피가 늘어나게 되는 것이다.

## 얼음의 종류
일상에서 볼 수 있는 얼음과 눈은 모두 육방정계이며, 얼음 Ih라 불린다. 압력을 높이고 온도를 변화시키면 십여가지의 서로 다른 상을 형성할 수 있으며, 입방정계이며 Ih보다 약간 불안정한 얼음 Ic도 존재한다.
일반적으로 액체 상태인 화합물의 고체 상태를 얼음이라 부르는 경우도 있는데, 대표적으로 이산화탄소의 고체 상태인 드라이 아이스가 있다.
또 요즘 새로 발견된 중밀도비정밀얼음(MDA)도 있다.

## 얼음의 상

온도와 압력에 따른 얼음의 상 구분.

2010년 기준으로 얼음의 상은 17가지가 알려져 있으며, 크게 비결정형 얼음과 결정형 얼음으로 나눌 수 있다.
| 상            | 성질 |
| ------------- | --- |
| 비결정질 얼음 | 비결정질 고체로 결정 구조가 존재하지 않는다. 대기압 또는 그 이하에서 형성되는 저밀도 비결정질 얼음(LDA), 대기압 이상에서 발견되는 고밀도 비결정질 얼음(HDA)과 초고밀도 비결정질 얼음(VHDA)으로 나뉜다. |
| 얼음 Ih       | 육방정계 결정으로, 일상적으로 볼 수 있는 거의 모든 얼음은 여기에 속하고 극히 일부만이 얼음 Ic이다. |
| 얼음 Ic       | 준안정한 입방정계 결정이다. 130~150 K 사이의 온도에서 형성되며, 200 K까지는 안정하고 그 이상에서는 얼음 Ih가 된다. 대기권 상층에서 종종 발견된다.                                                      |
| 얼음 II       | 잘 정렬된 삼방정계 결정이다. 얼음 Ih를 190~210 K에서 압축하면 형성되며, 열을 가하면 얼음 III가 된다.                                                                                                   |
| 얼음 III      | 정방정계 결정으로, 물을 300 MPa의 압력에서 250 K로 냉각시키면 형성된다. |
| 얼음 IV       | 준안정한 삼방정계 결정이며 압력과 온도만을 조절해서는 얻을 수 없다. |
| 얼음 V        | 단사정계 결정으로, 물을 500 MPa의 압력에서 253 K로 냉각시키면 형성된다. 다른 상에 비해서 가장 복잡한 구조를 가지고 있다.                                                                               |
| 얼음 VI       | 정방정계 결정으로, 물을 1.1 GPa의 압력에서 270 K로 냉각시키면 형성된다. |
| 얼음 VII      | 입방정계 결정이며 수소 원자의 위치가 불규칙하다. |
| 얼음 VIII     | 얼음 VII와 비슷하나 조금 더 규칙적이다. 얼음 VII를 5 °C 정도로 냉각시키면 형성된다. |
| 얼음 IX       | 정방정계 결정으로 얼음 III을 208 K에서 165 K로 냉각시키면 형성된다. 140 K 이하의 온도와 200 ~ 400 MPa의 압력에서 안정하며, 밀도가 1.16 g/cm3으로 보통 얼음보다 높다.                                   |
| 얼음 X        | 40 ~ 45 GPa의 압력에서 형성된다. 얼음 VII가 70 GPa의 압력에서 얼음 X로 변화할 것이라는 예상이 있다. |
| 얼음 XI       | 강유전성을 지닌다. |
| 얼음 XII      | 정방정계 결정으로 얼음 V와 얼음 VI가 안정한 조건에서 준안정하다. |
| 얼음 XIII     | 얼음 V의 수소가 정렬된 형태다. |
| 얼음 XIV      | 얼음 XII의 수소가 정렬된 형태다. |
| 얼음 XV       | 영하 143 °C에서 무려 1만 기압의 압력을 가해 만든 얼음이다. |

## 성질
상압에서 얼음 Ih는 주로 부피가 커지는 방향으로 결정이 생성된다. 이 얼음은 물보다 밀도가 가볍기 때문에 물에 뜨며, 이 때문에 수중 생물이 겨울에도 죽지 않고 버틸 수가 있다. 또한 냉동된 동물 세포의 경우, 세포의 자유수(free water)가 같은 분자수의 물보다 부피가 커진 얼음에 의하여 이러한 압력을 견디지 못한 세포막이 파괴되고 날카로운 끝에 의하여 세포소기관이 파괴되면서 (예를 들어 세포소기관막 바로 옆에 있던 물이 얼어 틈새를 비집고 들어가거나 세포소기관 내부의 물이 얼어 터진다.) 세포의 구조가 완전히 무너진다. 심한 동상에서 피부 괴사가 일어나거나 냉동 고기의 맛이 떨어지고, 냉동인간 기술 실현이 어려운 이유 중 하나가 바로 세포 내의 자유수를 모두 동결방지제로 교환하기 때문이다.
이러한 성질 때문에 발생하는 그 외의 현상은 수도관 동파 등이 있는데, 이 경우에 물을 흐르게 해 주면 동결이 잘 되지 않아 동파를 예방할 수 있다.
초고압에서는 얼음의 상 중 부피가 작은 얼음이 더 안정하며 물보다 밀도가 커서, 다른 물질처럼 부피가 작아지는 방향으로 결정이 형성된다.

## 같이 보기
- 물
- 스핀 아이스
- 해빙
- 액체